# 인천중학교
인천중학교(仁川中學校)는 대한민국 인천광역시 연수구 연수동에 있는 공립 중학교이다.

## 학교 연혁
- 1935년 4월 1일 : 인천 부립 중학교 설립
- 1945년 11월 21일 : 해방 후 초대 길영희 교장 취임
- 1945년 11월 27일 : 인천중학교 개교
- 1972년 2월 6일 : 중학교 평준화 정책으로 폐교
- 2001년 3월 1일 : 인천중학교 재 개교
- 2023년 12월 29일 : 제87회 졸업식(졸업생 수 103명, 누적 인원 14,650명)
- 2024년 3월 4일 : 2024학년도 입학(4학급 61명)
- 2024년 9월 1일 : 제16대 문병권 교장 취임

## 참고 자료
- 인천중학교 - 한국교육학술정보원 학교알리미